# 差し込み印刷
差し込み印刷（さしこみいんさつ）は、定型書簡からの大量郵送用に、郵便物と手紙、および宛先があらかじめ指定された封筒または宛名ラベルを結合することで構成されている。
この機能は通常、固定テキスト（各出力ドキュメントで同じ）と変数（データソースの単語から単語へのテキストに置き換えられるプレースホルダーとして機能する）を含むワープロドキュメントで使用されている。
一部のワードプロセッサは、データベース、スプレッドシート、または表のコンテンツをテキストドキュメントに挿入することができる。
パーソナライズされた手紙や電子メールを同時に多くの人に書くための強力なツールである。スプレッドシートなどの別のソースからデータをインポートし、それを使用して、メッセージ全体のプレースホルダーを、メッセージが送信されている各個人の関連情報に置き換えている。

## 歴史
差し込み印刷は、1980年頃のパーソナルコンピュータの初期のワードプロセッサにさかのぼる。WordStarはおそらくこれを提供する最も初期の会社であり、元々はMail mergeと呼ばれる補助プログラムを経由していた。WordPerfectは、CP/MおよびMS-DOSシステムにもこの機能を提供していた。Microsoft Wordは後でそれを追加し、Multimateもそうであった。

## 高度な機能
郵便番号で事前にソートし、郵便割引要件（同じ郵便番号、同じSCF）でグループ化することで、お金を節約することができる。
ペーパーレスのアプローチは、差し込み印刷を使用して電子メールをフォーマットすることである。
言葉を超えて、2018年にニューヨークタイムズは、「マスカスタマイゼーション」のさらなる例、つまりパーソナライズされたビデオを詳述している。

## 概要
通常、データソースは、テンプレート内の変数ごとにフィールドまたは列を持つスプレッドシートまたはデータベースである。差し込み印刷プロセスが実行されると、ワードプロセッシングシステムは、固定テキストをそのまま使用して、データベース内の各行の出力ドキュメントを作成している。
通常、メールのマージプロセスには次の手順が必要である。
1. メイン文書とテンプレートを作成する。
2. データソースの作成[14]。
3. メイン文書で差し込みフィールドを定義する。
4. データをメイン文書とマージする。
5. 保存/エクスポート。

一般的な使用法は、たとえば「名」のフィールドを使用してテンプレートが作成される「パーソナライズされた」レターを作成することである。テンプレート化された手紙には「Dear <Given Name> 様」と書かれており、実行されると、差し込み印刷はデータベース内の各レコードに対して手紙を作成するため、手紙はより個人的なものに見える。バリアブルデータ印刷によく使われる。また、顧客関係管理データベースからアドレスラベルを作成したり、関連情報（ユーザー名やパスワードなど）を含む大量の電子メールに使用したりすることもできる。